# Belforte all'Isauro
Belforte all'Isauro es una localidad y comune italiana de la provincia de Pesaro y Urbino, región de las Marcas, con 789 habitantes.

## Evolución demográfica
| Gráfica de evolución demográfica de Belforte all'Isauro entre 1861 y 2001 |
|                                                                           |
| Fuente ISTAT - elaboración gráfica de Wikipedia                           |